# Lynne Ramsay

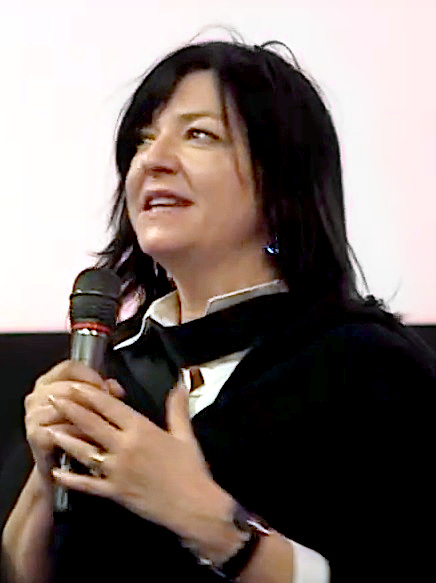
Ramsay (2018)

Lynne Ramsay (* 5. Dezember 1969 in Glasgow) ist eine vielfach preisgekrönte schottische Filmregisseurin und Drehbuchautorin.

## Leben
Nachdem sie zunächst Fotografin werden wollte, studierte Ramsay schließlich Kamera und Regie an der renommierten National Film and Television School in Beaconsfield bei London. Ihr Abschlussfilm Small Deaths wurde 1996 auf dem Filmfestival von Cannes gezeigt und mit dem Preis der Jury ausgezeichnet.
Im Jahr 1999 erfolgte Ramsays Langfilmdebüt Ratcatcher, das Porträt eines zwölfjährigen Jungen, der in den 70er Jahren in einem Arbeiterviertel Glasgows aufwächst. Drei Jahre später folgte das mehrfach ausgezeichnete Filmdrama Morvern Callar mit Samantha Morton in der Hauptrolle.
Ihr dritter Spielfilm We Need to Talk About Kevin über einen jugendlichen Amoklauf, der auf dem gleichnamigen Roman von Lionel Shriver beruht, konkurrierte 2011 auf den Filmfestspielen von Cannes um die Goldene Palme. In der Hauptrolle ist Tilda Swinton zu sehen, die für ihre überzeugende Darstellung einer traumatisierten Mutter den Europäischen Filmpreis erhielt und für einen Golden Globe nominiert wurde.
Zwei Jahre später wurde Ramsay in die Wettbewerbsjury der 66. Auflage des Filmfestivals von Cannes 2013 berufen, 2015 in die Jury der 72. Internationalen Filmfestspiele von Venedig.
Ihre folgenden Spielfilme A Beautiful Day (2017) mit Joaquin Phoenix und Die, My Love (2025) mit Jennifer Lawrence und Robert Pattinson in den Hauptrollen wurden abermals in den Hauptwettbewerb des Filmfestivals von Cannes aufgenommen. Für A Beautiful Day wurde Ramsay  dort mit dem Drehbuchpreis geehrt.

## Filmografie
- 1996: Kill the Day (Kurzfilm) – Regie, Drehbuch
- 1996: Small Deaths (Kurzfilm) – Regie, Drehbuch, Kamera
- 1998: Gasman (Kurzfilm) – Regie, Drehbuch
- 1999: Ratcatcher – Regie, Drehbuch
- 2002: Morvern Callar – Regie, Drehbuch
- 2011: We Need to Talk About Kevin – Regie, Drehbuch
- 2012: Swimmer (Kurzfilm) – Regie
- 2017: A Beautiful Day (You Were Never Really Here) – Regie, Drehbuch
- 2019: Brigitte (Kurzfilm) – Regie
- 2025: Die, My Love – Regie, Drehbuch

## Auszeichnungen
Internationale Filmfestspiele von Cannes
- 1996: Preis der Jury für den besten Kurzfilm (Small Deaths)
- 1998: Preis der Jury für den besten Kurzfilm (Gasman)
- 2002: CICAE-Preis (Morvern Callar)
- 2017: Bestes Drehbuch für You Were Never Really Here

BAFTA Awards
- 2000: Carl Foreman Award für den besten Nachwuchsregisseur (Ratcatcher)
- 2013: BAFTA Film Award für den besten Kurzfilm (Swimmer)

British Independent Film Awards
- 1999: Douglas Hickox Award für den besten Debütfilm (Ratcatcher)
- 2011: British Independent Film Award für die beste Regie (We Need to Talk About Kevin)

Chicago International Film Festival
- 1998: Goldene Plakette für den besten Kurzfilm (Gasman)
- 1999: Silberner Hugo für die beste Regie (Ratcatcher)

Internationales Filmfestival San Sebastián
- 2002: FIPRESCI-Preis für den Regisseur des Jahres (Morvern Callar)

Internationales Filmfestival Mannheim-Heidelberg
- 2024: Grand IFFMH Award[3]